# مؤشر كارستيرز
مؤشر كارستيرزهو مؤشر للحرمان يستخدم في علم الأوبئة المكانية لتحديد الخلط الاجتماعي والاقتصادي.
تم تطوير المؤشر من قبل فيرا كارستيرز وراسل موريس، ونشرت في عام 1991 باسم الحرمان والصحة في اسكتلندا. ويركز العمل على اسكتلندا، وكان بديلاً لمؤشر تاونسند للحرمان لتجنب استخدام الأسر المعيشية كمقامات. ويستند مؤشر كارستيرز إلى أربعة متغيرات للتعداد: انخفاض الطبقة الاجتماعية، وعدم ملكية السيارات، والاكتظاظ، وبطالة الذكور، ويعكس المؤشر الإجمالي الحرمان المادي من منطقة ما، فيما يتعلق ببقية اسكتلندا. وتحسب مؤشرات طابق السيارة على مستوى قطاع الرمز البريدي، حيث يبلغ متوسط عدد السكان 000 5 شخص تقريبا.
ويستخدم مؤشر «كارستيرز» البيانات التي جُمعت في التعداد لحساب الحرمان النسبي من منطقة ما، ولذلك كانت هناك أربع صيغ: 1981 و1991 و2001 و2011. يتم إنتاج مؤشرات كارستيز ونشرها بشكل روتيني من قبل وحدة العلوم الاجتماعية والصحية العامة في جامعة غلاسكو.
| متغير                    | وصف |
| ------------------------ | --- |
| بطالة الذكور             | نسبة الذكور الناشطين اقتصادياً الذين يبحثون عن العمل أو ينتظرونه.                                                             |
| عدم امتلاك السيارة       | نسبة جميع الأشخاص في الأسر المعيشية الخاصة التي لا تملك سيارة.                                                               |
| الاكتظاظ                 | نسبة جميع الأشخاص الذين يعيشون في أسر خاصة بكثافة أكثر من شخص واحد في الغرفة الواحدة.                                        |
| الطبقة الاجتماعية منخفضة | نسبة جميع الأشخاص في الأسر المعيشية الخاصة التي يعمل فيها رب أسرة نشط اقتصادياً في الصفين الرابع والخامس من الفئة الاجتماعية. |

## حساب فهرس
مكونات درجة كارستيرز غير مرجحة، وذلك لضمان أن يكون لها جميعا تأثير متساو على النتيجة النهائية، يتم توحيد كل متغير ليكون متوسط املأ مرجح من الصفر، وتباين واحد. مؤشركارستيرز لكل منطقة هو مجموع القيم الموحدة للمكونات. وقد تكون المؤشرات إيجابية أو سلبية، حيث تشير الدرجات السلبية إلى أن المنطقة لديها مستوى أقل من الحرمان، وتشير النتائج الإيجابية إلى أن المنطقة لديها مستوى أعلى نسبيا من الحرمان.
وعادة ما يتم ترتيب المؤشرات من الأدنى إلى الأعلى، ويتم تجميعها في خمسات السكان. وفي مؤشرات 1981 و1991 و2001، كان الخمس الأول يمثل أقل المناطق حرماناً، ويمثل الخمس الخامس أكثر المناطق حرماناً. وفي عام 2011، تم عكس الترتيب، تمشيا مع ترتيب المؤشر الإسكتلندي للحرمان المتعدد.

## تغييرات في متغيرات
تم إنشاء عنصر الطبقة الاجتماعية المنخفضة من مؤشر كارستيرز 1981 و1991 باستخدام الطبقة الاجتماعية للمسجل العام (الطبقة الاجتماعية في وقت لاحق من أجل المهنة). وفي عام 2001، حل التصنيف الاجتماعي والاقتصادي الوطني للإحصاءات محل هذا التصنيف. وهذا يعني أنه كان لا بد من تعديل تعريف الطبقة الاجتماعية المنخفضة بحيث يعكس الفئات التشغيلية التقريبية. وقد عُدِّل تعريف الاكتظاظ بين عامي 1981 و1991، بسبب إدراج مطابخ بعرض مترين على الأقل في عدد الغرف في التعداد.